# الدوري النرويجي الممتاز 1953–54
الدوري النرويجي الممتاز 1953–54 (بالنرويجية: Hovedserien 1953–54)‏ هو موسم من الدوري النرويجي الممتاز. أشرف على تنظيمه اتحاد النرويج لكرة القدم، وكان عدد الأندية المشاركة فيه 16، وفاز فيه نادي فريدريكستاد.